# 鱼藤属异黄酮A
鱼藤属异黄酮A是一种有机化合物，化学名为7-羟基-3-(4-羟基苯基)-5-甲氧基-6,8-二(3-甲基-2-丁烯-1-基)-4H-1-苯并吡喃-4-酮，化学式为C26H28O5。它存在于Derris scandens的茎中。它可以和间氯过氧苯甲酸反应，得到相应的双(环氧化物)。